# Острожно Брдо
Острожно Брдо (словен. Ostrožno Brdo) — поселення в общині Ілірська Бистриця, Регіон Нотрансько-крашка, Словенія. Висота над рівнем моря: 631,9 м.